# The Attraction to All Things Uncertain
The Attraction to All Things Uncertain è il primo album in studio da solista del musicista statunitense Tweaker (a.k.a. Chris Vrenna, ex membro dei Nine Inch Nails). Il disco è stato pubblicato nel 2001 e vanta diverse collaborazioni.

## Tracce
1. Linoleum (featuring David Sylvian) – 4:33
2. Years from Now – 2:49
3. Swamp (featuring Buzz Osborne) – 4:21
4. Turned – 2:32
5. Happy Child (featuring Will Oldham) – 4:27
6. The Drive-Bye – 4:27
7. Take Me Alive (featuring Craig Wedren) – 4:28
8. Susan – 2:48
9. Microsize Boy – 3:13
10. Full Cup of Coffee – 3:54
11. Empty Sheet of Paper – 3:40
12. After All (featuring Craig Wedren) – 5:49
13. Come Play – 4:53